# VR-Bank Schweinfurt
Die VR-Bank Schweinfurt eG war ein Kreditinstitut mit Sitz in der Stadt Schweinfurt in Bayern. Im Jahre 2021 fusionierte die VR-Bank Schweinfurt eG mit der Volksbank Raiffeisenbank Rhön-Grabfeld eG zur VR-Bank Main-Rhön eG.

## Geschäftsgebiet
Das Geschäftsgebiet der Bank umfasste die Stadt Schweinfurt und den Großteil des Landkreises Schweinfurt, sowie mit dem Stadtgebiet Arnstein / Ufr. den östlichen Landkreis Main-Spessart.

## Struktur
Mit über 25.000 Mitgliedern war die Bank eine der großen Genossenschaften in Unterfranken. Organe der Bank waren der Aufsichtsrat, der Vorstand sowie die Vertreterversammlung.
Innerhalb ihres Geschäftsgebietes betrieb die VR-Bank Schweinfurt eG ein Verwaltungszentrum, fünf Beratungszentren, sowie 11 Geschäftsstellen, in denen neben dem Service auch Beratungsleistungen angeboten werden.
Des Weiteren wurden vier reine Selbstbedienungs-Geschäftsstellen unterhalten. Seit Mai 2021 ist die erste dieser SB-Geschäftsstellen (Sennfeld – Kreuzstraße) mit Videotechnik ausgerüstet, über die der Kunde direkt Kontakt zum Service bekommt.

## Geschichte
Am 4. Dezember 1866 wurde der „Arnsteiner Credit-Verein eG“ gegründet. Nach verschiedenen Fusionen der kleinen Genossenschaften kam es im Sommer 2006 zur Fusion der damaligen Raiffeisenbank Werneck eG mit der Raiffeisenbank Arnstein eG zur Raiffeisenbank Schweinfurt eG. Diese übernahm im Jahr 2007 von der VR-Bank Würzburg eG deren beide Geschäftsstellen in Arnstein und Schweinfurt. Unterdessen war im östlichen Landkreis Schweinfurt im Jahre 1997 durch Fusion der Raiffeisenbank Sennfeld-Schwebheim eG, der Raiffeisenbank Gochsheim-Grafenrheinfeld-Grettstadt-Sulzheim eG und der Raiffeisenbank Schonungen-Stadtlauringen eG die VR-Bank eG Schweinfurt Land mit Sitz in Sennfeld entstanden. Schließlich fusionierten dann im Sommer 2009 die Raiffeisenbank Schweinfurt eG und die damalige VR-Bank eG Schweinfurt Land zur VR-Bank Schweinfurt eG.

## Geschäftspolitik
Die VR-Bank Schweinfurt eG war eine Universalbank. Innerhalb der genossenschaftlichen FinanzGruppe wurden die Dienstleistungen der DZ Bank, der DZ-Privatbank, der R+V Versicherung, der Allianz-Versicherung, der Bausparkasse Schwäbisch Hall AG, der Teambank, der Union Investment, der VR-Leasing sowie der DZ Hyp genutzt.

## Gesellschaftliches Engagement
Die Bank spendete an gemeinnützige Organisationen und Vereine in der Region Schweinfurt. Des Weiteren hat die VR-Bank Schweinfurt eG im Jahr 2016 eine Stiftung gegründet.